# 駄知站
駄知站（日语：／ Dachi eki */?）是位於岐阜縣土岐市，東濃鐵道駄知線的鐵路車站（廢站）。
此站是前・駄知町的中心車站。此站原本處理客運業務外，還會起卸陶器製品，也是一座貨運車站。町民會稱此站為西站，東駄知站會稱為東站，現時地名也會使用該通稱。

## 歷史
- 1923年（大正12年）1月22日：駄知鐵道山神站至此站間開通，此站啟用[1]。
- 1924年（大正13年）9月28日：此站至東駄知之間開通[1]，此站成為中途車站。
- 1944年（昭和19年）3月1日：在公司合併後成為東濃鐵道駄知線車站。
- 1972年（昭和47年）
  - 5月：申請把此站至東駄知站之間廢除。
  - 7月13日：發生昭和47年7月暴雨（日语：昭和47年7月豪雨），使橋樑被沖毀，全線暫停營業。
- 1974年（昭和49年）10月21日：駄知線廢線，此站也被廢除[1]。

## 車站構造
此站是地面車站，客運部分方面，設有1面2線的島式月台。此站內配線採用折返式構造。由於站內會起卸陶器製品，因此站內設有留置線、貨物側線和貨物月台。此站是駄知線中心車站，設有車廠、運輸基地和工場，車站範圍也較大。
| ← 土岐津方向                                       | 駄知站 站內配線略圖（開業當時） | → 東駄知站 |
| 图例 参考文献： 開業當時的配線。在晩年增設車庫線。 |                                 |            |

## 其他
在1932年（昭和7年），此站至東駄知站之間曾經開設一座小川町站（距離土岐市站9.8公里）。後來在1942年（昭和17年）暫停營業，在1944 - 45年之間被廢除。

## 現況
- 車站遺址變成東鐵巴士的巴士總站（「駄知」巴士站）和車庫。該處設有駄知車票販賣處和營業所。列車的車廠變成巴士廠，內裡還有路軌遺跡。營業所在2019年（令和元年）9月廢除。巴士總站和車庫也於2022年（令和4年）9月30日廢除[3]。
- 現時於車站遺址處保留了駄知鐵道開業紀念碑。

## 相鄰車站
東濃鐵道
駄知線
山神－駄知－東駄知

## 注腳
1. 1 2 3  今尾惠介監修《日本鐵道旅行地圖帳 7號 東海》新潮社 42頁
2. ↑  清水武《東濃鐵道》，p.8,18，NEKO PUBLISHING，2005年8月，ISBN 978-4777051083
3. ↑  東濃鉄道 駄知、駄知南山バス停をご利用のお客様へ

## 相關項目
- 日本鐵路車站列表 Da